# Williams Technologies Inc
Williams Technologies Inc — світовий лідер в галузі магістральних вуглепроводів та технології висококонцентрованих водовугільних суспензій (ВВУС). Володів найбільшим у світі вуглепроводом Блек-Меза (англ. Black Mesa), що поєднував вугільне родовище Каєнта-Майн в штаті Аризона та теплову електростанцію Навахо,США.
Компанія належала до корпорації Williams Companies, що базується в Оклахомі, США.

## Керівництво
Довгий час компанію очолював Морган Грінвуд (англ. Morgan A. Greenwood). У 1992 році президентом компанії став Д. В. Калверт (англ. D.W. Calvert), а віце-президентом Генрі Бролік (англ. Henry J. Brolick)

## Вуглепровід Блек-Меза
Побудований 1970 року компанією «Bechtel», довжина 273 милі, діаметр 18 дюймів. Продуктивність - 4,8 млн тонн вугілля на рік. Закрито 2005 року внаслідок закриття теплостанції, яку він обслуговував, та шахти через штрафи за забруднення навколишнього середовища. У 2008 році вуглепровід мали розібрати.

## Інші проєкти
Компанія брала участь у міжнародному консорціумі, який розробляв проект побудови найдовшого вуглепроводу в світі від провінції Шаньсі до міста Вейфан у провінції Шаньдун, КНР.
Компанія також володіла низкою патентів у галузі очищення та транспортування вугілля.